# Franco Bernini (rugbista)
Franco Bernini (Parma, 7 novembre 1953) è un ex rugbista a 15 e allenatore di rugby a 15 italiano, Campione d'Italia 2001-02 sulla panchina del Viadana.

## Biografia
Franco Bernini intraprende la carriera da giocatore di rugby nel 1973 nel Rugby Parma, per poi passare all'Amatori Parma Rugby nel 1980-1981 alla fine della carriera.
Nel 1982, dopo il ritiro dal rugby giocato, intraprende la carriera da allenatore alla guida del Rugby Viadana, passando poi per Parma, Noceto, Piacenza e selezioni nazionali Under15, 18 e 19, nonché l'Italia A tra il 2002 ed il 2006.
Nel 1998 fa ritorno a Viadana dove conquista la promozione in Serie A1 e l'anno successivo la Coppa Italia, primo titolo in assoluto per il rugby a Viadana. Nella stagione successiva, 2001-2002 con l'avvento del professionismo e del Super 10, conquista il primo ed unico scudetto della storia del Rugby Viadana. Grazie a questo successo dalla stagione successiva viene promosso a direttore tecnico del club, lasciando il posto d'allenatore al sudafricano Jerome Paarwater.
Nel 2009 ritorna alla guida della prima squadra del Rugby Viadana, arrivando fino in finale nel campionato di Super 10, persa per il secondo anno consecutivo contro la Benetton Treviso con il punteggio di 16-12.
Nella stagione successiva divenne il capo allenatore della neonata franchigia Aironi in Celtic League. L'esperienza d'allenatore terminò l'anno successivo, ma continuò a fare parte della società, investendo un ruolo differente nella gestione del club.
Dal 2012 è il direttore tecnico del Rugby Summer Camp di Franco Bernini della Cittadella del Rugby di Parma.

## Palmarès

### Allenatore
- Campionati italiani: 1
Viadana: 2001-02
- Coppe Italia: 2
Viadana: 1999-2000, 2002-03